# Kladěruby
Kladěruby jsou malá vesnice, část obce Nová Telib v okrese Mladá Boleslav. Nachází se asi 1,5 kilometru západně od Nové Telibi. Kladěruby leží v katastrálním území Nová Telib o výměře 3,37 km².

## Historie
První písemná zmínka o vesnici pochází z roku 1386.